# Juojärvi
Le Juojärvi est un lac des régions de Savonie du Nord et du Sud en Finlande.

## Géographie
Le lac est situé en Savonie du Nord et Savonie du Sud. Il s'étend sur les communes de Heinävesi, Outokumpu et Tuusniemi.